# Mahdimilisen
Mahdimilisen, Mahdiarmén eller Jaish al-Mahdi är en irreguljär shiamuslimsk milisgrupp i Irak. Gruppen, som leds av Muqtada al-Sadr, har sedan den bildades varit inblandad i strider mot de amerikanska styrkorna Irak, mot sunniarabiska grupper, samt mot andra shiamuslimska grupper. Milisen anklagas för att ligga bakom ett stort antal mord och övergrepp mot civila, framför allt sunniter, yazidier och mandéer.
Mahdi  är enligt den islamiska eskatologin den budbärare som vid världens yttersta dag skall komma som världens befriare, bekämpa Antikrist och med den återkomne Jesus hjälp grunda det tusenåriga riket.
Milisens mål är att införa ett shiitiskt teokratiskt system i Irak baserat på den iranska modellen. De har en beväpnad flygel som har en historia av att leda det shiitiska motståndet i Irak och har fått stöd av Iran. Den beväpnade grenen består främst av shia araber, kurder och turkmener. Milisen anklagades för att ligga bakom det irakiska inbördeskriget. Al-Sadr var centrala mannen i utförandet av folkmordet mot sunniterna i Irak, folkmordet på befolkningen i centrala Irak som resulterade i döden på 1,7 miljoner irakiska sunniter och cirka 7 miljoner fördrevs från sina hem.

## Historia
Milisen grundades kort efter att Saddam Hussein störtats i slutet av april år 2003. Från början utgjorde den bara ett par hundra man men växte snabbt i medlemsantal och hade i slutet av 2006 upp emot 60 000 stridande. 
Muqtada al-Sadr var redan från början starkt kritisk till den amerikanska ockupationen och våren 2004 inleddes ett uppror som inledningsvis var framgångsrikt. Resten av våren och nästan hela sommaren utkämpades blodiga strider mellan milisen och amerikanska trupper i framförallt södra Irak. Milisen led svåra förluster och efter medling av den inflytelserike storaytollah Ali al-Sistani gick al-Sadr med på att lägga ner vapnen augusti 2004. 1500-2000 milismedlemmar beräknas ha dödats i striderna. 
Al-Sadr anslöt sig till den politiska processen i landet och hans rörelse har nu ett betydande inflytande över den irakiska regeringen. Sadrrörelsen kontrollerar tre departement i regeringen - departementen för hälsa, jordbruk och utbildning. Dessa departement har egna säkerhetsstyrkor där medlemmar ur Mahdimilisen anställs.
Al-Sadr har stort stort stöd bland fattiga shiamuslimer, inte minst i den fattiga Bagdadstadsdelen Sadrstaden. Stödet beror bland annat på att hans rörelse även bedriver välgörenhet. I de inbördes strider som rasar i Irak har hans milis utgjort ett "skydd" för många shiamuslimer och i flera städer har den i praktiken fungerat som en polisstyrka åt shiamuslimer.
Milisen har även varit inblandad i strider med andra shiitiska grupper, främst Badrmilisen.